# Вороги (фільм, 1953)
«Вороги» (рос. «Враги») — радянський чорно-білий фільм-вистава 1953 року, знятий режисерами Тамарою Родіоновою, Наталією Рашевською на кіностудії «Ленфільм».

## Сюжет
Фільм-вистава за однойменною п'єсою М. Горького у постановці Ленінградського БДТ. Дія відбувається напередодні революції 1905 року. На фабриці Бардіна стало особливо неспокійно. Директор фабрики, компаньйон господаря Скроботов, відкидає справедливі вимоги робітників звільнити жорстокого майстра. У відповідь на обурення робітників господарі закривають фабрику і викликають солдатів. Скроботов загрожує робітникам револьвером, і його вбивають…

## У ролях
- Василь Софронов — Захар Іванович Бардін, фабрикант
- Олена Грановська — Поліна Дмитрівна Бардіна, дружина Захара Івановича
- Микола Корн — Яків Іванович Бардін, брат Захара
- Валентина Кібардіна — Тетяна Павлівна Лугова, дружина Якова, актриса
- Ніна Ольхіна — Надя, племінниця Поліни Дмитрівни
- Іван Єфремов — Печенєгов, генерал у відставці, дядько Бардіних
- Степан Пономаренко — Михайло Васильович Скробот, купець-фабрикант, компаньйон Бардіних
- Анна Нікрітіна — Клеопатра Петрівна Скроботова, дружина Михайла Скроботова
- Олександр Соколов — Микола Васильович Скроботов, брат Михайла, юрист, товариш прокурора
- Віталій Ілліч — Матвій Синцов (Максим Марков), конторник, соціаліст-революціонер
- Віктор Чайников — Пологий, конторник
- Микола Дмитрієв — Конь, відставний солдат
- Владислав Стржельчик — Олексій Греков, робітник-слюсар
- Олександр Лариков — Юхим Єфімов Лєвшин, літній робітник
- Борис Рижухін — Тимофій Ягодін, літній робітник
- Євген Горюнов — Павло Рябцев, молодий робітник
- Євген Іванов — Андрій Акімцев, робітник, вбивця директора
- Олександра Фоміна — Аграфена, економка
- Микола Семілєтов — Богдан Денисович Бобоєдов, жандармський ротмістр
- Павло Колобов — Квач, жандармський вахмістр
- Іван Пальму — Стрепетов, поручик
- А. Москвін — становий
- Олексій Чепурнов — урядник

## Знімальна група
- Режисери — Тамара Родіонова, Наталія Рашевська
- Оператори — Євген Кирпичов, Олександр Сисоєв
- Художник — Белла Маневич